# 朝霧アリーナ
朝霧アリーナ（あさぎりアリーナ）は、静岡県富士宮市の朝霧高原にある自然公園である。朝霧自然公園とも呼ばれる。富士箱根伊豆国立公園の区域内に位置する。富士宮市振興公社が指定管理者となっている。

## 概要
約10万m2の敷地があり、その中に芝生広場として約5万m2の土地を有する。平時はペットとの散歩などに利用されていることが多い。大人数の大きな催事で用いられることも多く、第13回世界ジャンボリーや第2回日本ベンチャー大会、第15回日本ジャンボリーといった国際行事等が催されてきた。
富士山を望む景勝地としても知られ、環境省が公開した「富士山がある風景100選」に選定されている。

## 基本情報

第13回世界ジャンボリーシンボルタワー

- 駐車場あり（無料）
- トイレ・水道有り

## 祭り
- 朝霧JAM
- たこたこあがれin富士山

## アクセス
- 東名高速道路富士IC→西富士道路→国道139号で60分
- 中央自動車道河口湖IC→国道139号